# Francisque Sarcey
Francisque Sarcey (Dourdan, 8 ottobre 1827 – Parigi, 16 maggio 1899) è stato un critico teatrale e giornalista francese.

## Biografia
D'origine modesta, suo padre era autodidatta, ma divenne maestro presso la scuola privata Massin di Parigi e poi aprì un proprio collegio a Dourdan. Il figlio poté quindi frequentare la stessa scuola parigina e poi il Liceo Charlemagne, dove conobbe e divenne amico di Edmond About.
Nel 1848 entrò all'École normale supérieure con tra i compagni di studio About, Hippolyte Taine, Alfred Assollant e Lucien-Anatole Prévost-Paradol. Nel 1981 divenne professore di lettere a Chaumont. Ostile al regime, nutrito di ideali volteriani a più riprese viene rimproverato di essere impertinente verso la gerarchia scolastica. Quando venne accusato di non voler tagliare la barba, segno, secondo il ministero, d'appartenenza anarchica, scrisse una lettera ironica al rettore e venne perciò trasferito per punizione a Lesneven, all'estremo ovest del Finistère, in una scuola dove la maggior parte dei colleghi erano preti. Dato che comunque dichiarava di trovarvisi bene, venne ancora trasferito a Rodez, poi a Grenoble.
Intanto venne introdotto da About nel giro di "Le Figaro" dove scrisse il suo primo articolo il 1º gennaio 1857. L'anno successivo si dimise dall'insegnamento e si trasferì a Parigi. Nel 1860 divenne critico teatrale del giornale "L'Opinion nationale", collaborando anche ad altre pubblicazioni. Nel 1867 fu assunto a "Le Temps" dove ogni lunedì faceva uscire la sua cronaca teatrale settimanale per 32 anni, fino a pochi giorni prima di morire.
Dal 1868 al 1871, ha collaborato spesso anche a "Le Gaulois", dove i suoi articoli polemici gli hanno valso un duello con Clément Duvernois. Arruolato nella guardia nazionale difese la città durante l'assedio di Parigi, episodio sul quale scrisse un libro di memorie. Durante la Commune pubblica "Le Drapeau tricolore", un giornale sul quale attaccò anche Jules Vallès e Victor Hugo.
Nel 1871 lasciò "Le Gaulois" (divenuto nel frattempo bonapartista) ed entrò in "Le XIXe Siècle", che militava per una repubblica moderata a sostegno della politica di Adolphe Thiers. Qui Sarcey lanciò delle campagne contro la reazione, il potere giudiziario, l'amministrazione conservativa e soprattutto contro il clericalismo, procurandosi processi e condanne.

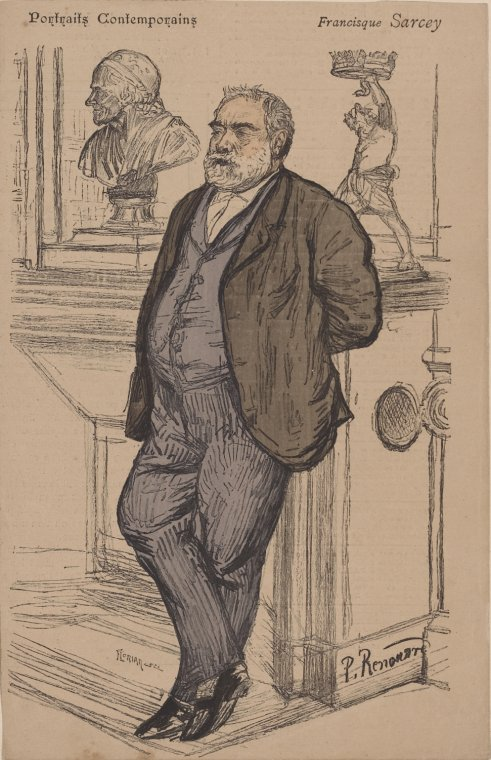
Francisque Sarcey nel 1886

Tutta questa attività critica, soprattutto in ambito teatrale (dove la sua opinione decretava successo o fallimento degli spettacoli), lo rese ai suoi giorni celebre, tanto che tenne anche conferenze in Belgio, nei Paesi Bassi e in Inghilterra. Sarcey incarnò il gusto borghese per il "senso comune" (la sua rubrica per "Le Figaro" s'intitolava Grain de bon sens); con il disprezzo per l'intellettualismo, una certa incomprensione del teatro forzatamente moderno (ossia per lui Henrik Ibsen e Maurice Maeterlinck), lo stile semplice e giocoso, la sua stessa figura rotonda (per il quale venne chiamato "lo zio") lo facevano spesso oggetto di caricature (anche nella sfilata dei carri di carnevale), come da parte di Alphonse Allais, che ne fece un proprio personaggio (sempre pronto a dire enormità) e non esitò a scrivere articoli utilizzando il suo nome. Tuttavia, Sarcey prendeva tutto questo con una certa bonomia, scherzandoci su lui stesso.
Non chiese mai la Legion d'onore, rifiutò offerte dell'Académie française e voleva far incidere sulla propria tomba l'umile epitaffio: "Qui giace Sarcey, insegnante e giornalista".
Nel 1880 è stato uno dei primi a possedere, con amici, una villa a Malo-les-Bains, località balneare a est di Dunkerque. Ha curato opere di Paul-Louis Courier e Stendhal. A lui è dedicato il liceo polivalente di Dourdan.

## Opere
- Le Mot et la chose (1862) Testo francese on-line
- Le Nouveau seigneur de village (1862)
- Bilan de l'année 1868: politique, littéraire, dramatique, artistique et scientifique (1868), in collab. con altri
- Le Bilan de l'année (1869)
- Le Siège de Paris: impressions et souvenirs (1871) Testo francese on-line
- Paul-Louis Courier, écrivain (1876)
- Étienne Moret (1876) Testo francese on-line
- Le Piano de Jeanne; Qui perd gagne; Il ne faut jamais dire: fontaine...; Un ami véritable (1876)
- La Comédie-française à Londres (1871-1879): journal inédit d'Edmond Got et journal de Francisque Sarcey (1880) Testo francese on-line
- Comédiens et comédiennes: notices biographiques, 3 serie: 1876-77 e 1882-84
- Les Misères d'un fonctionnaire chinois (1882)
- Les Odeurs de Paris: assainissement de la Seine (1882)
- La Question des aliénés (1883)
- À propos des manuels (1883)
- Gare à vos yeux, sages conseils donnés par un myope à ses confrères (1884)
- Souvenirs de jeunesse (1885)
- Adeline Dullay (1889)
- Souvenirs d'âge mûr (1892)
- Le Théâtre (1893) Testo francese on-line
- Grandeur et décadence de Minon-Minette; Pataud (1896)
- L'Assurance à la portée de tous (1897)
- Quarante ans de théâtre: feuilletons dramatiques (8 volumi, 1901-1902) Testo francese on-line 1, 2 3 4 5 6 7
- Journal de jeunesse de Francisque Sarcey (1839-1857) recueilli et annoté par Adolphe Brisson et suivi d'un choix de chroniques (1903) Testo francese on-line